# Zen och konsten att sköta en motorcykel
Zen och konsten att sköta en motorcykel, originalets titel: Zen and the Art of Motorcycle Maintenance, är den första av Robert M. Pirsigs böcker där han undersöker begreppet kvalitet och kvalitetens metafysik. Boken, som kom ut 1974, beskriver en resa genom USA med filosofiska diskussioner inflikade som författaren kallar för chautauquas. Den refuserades först av 121 förlag innan den kom att ges ut. 
Titeln är en variant på titeln på Eugen Herrigels bok Zen i bågskyttets konst. I inledningen av boken står det att boken trots titeln "varken bör eller kan den direkt föras till den omfattande litteratur som siktar till att ge direkta och faktiska informationer om den ortodoxa zenbuddhismen. Ärligt talat är den inte mycket till handledning när det gäller motorcyklar heller."
Boken har sålt i miljoner exemplar på 27 språk och beskrevs i pressen som "Den mest allmänt lästa filosofibok någonsin"

## Filosofiskt innehåll
Pirsig undersöker i boken begreppet kvalitet och han anser att kvalitet inte kan definieras. I uppföljaren Lila: En studie i moral utvidgar han sina utforskningar av kvaliteten till en metafysik som han kallas Kvalitetens metafysik (Metaphysics of Quality).